# Kurt Lischka
Kurt Paul Werner Lischka (* 16. August 1909 in Breslau; † 5. April 1989 in Brühl) war ein deutscher SS-Obersturmbannführer und Gestapo-Chef, der sich in der Zeit des Nationalsozialismus als Täter aktiv an der Judenverfolgung beteiligte.

## Leben

### Karriere im Dritten Reich

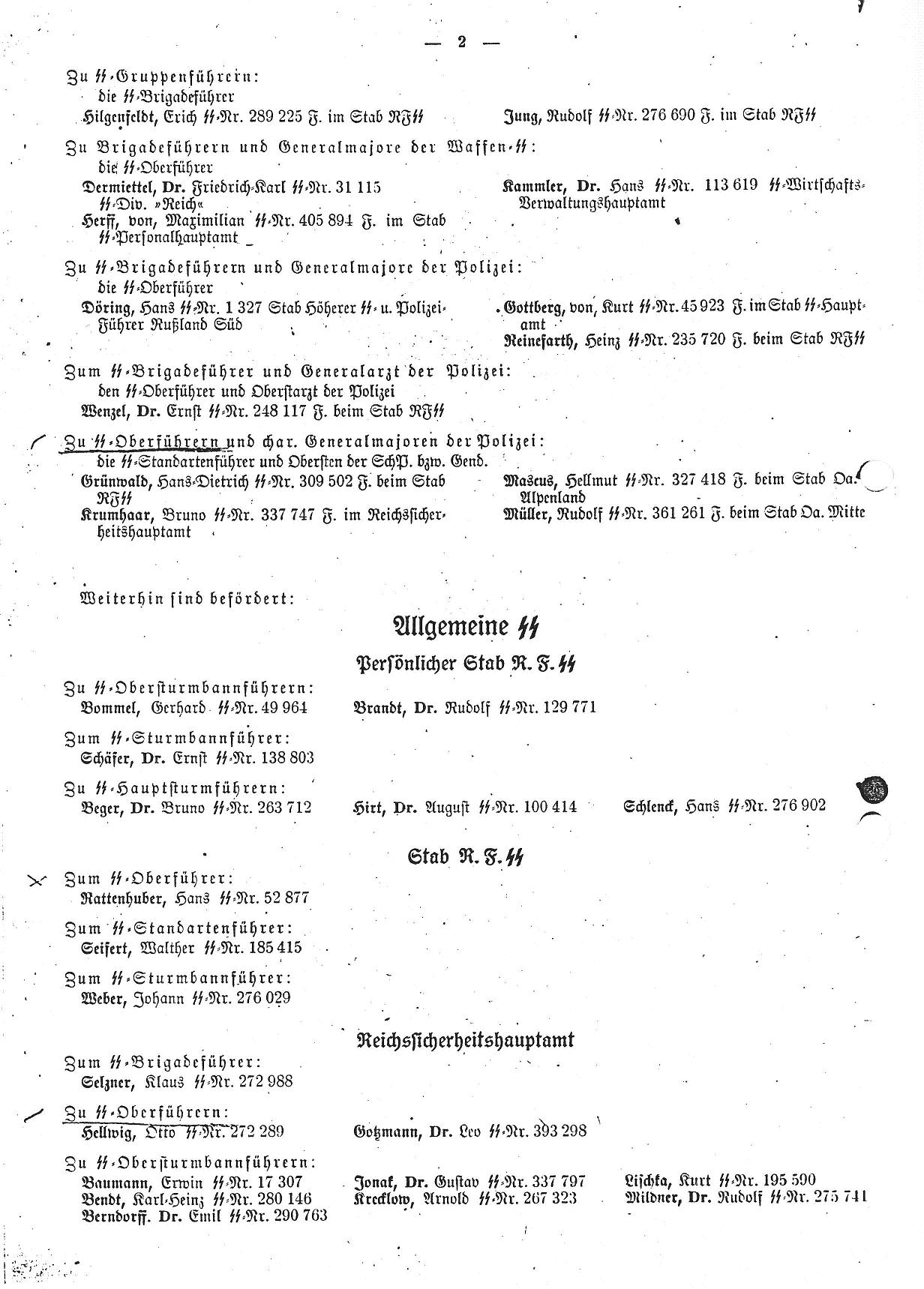
Beförderung zum SS-Obersturmbannführer an Hitlers Geburtstag 1942 im SS-Verordnungsblatt

Lischka wuchs als Sohn eines Bankangestellten in Breslau auf und legte dort 1927 sein Abitur ab. Anschließend studierte er in Berlin Jura und Staatswissenschaften und war an verschiedenen Amts- und Landgerichten tätig. Er trat am 1. Juni 1933 der SS bei (SS-Nr. 195.590). Am 1. September 1935 wurde er für die Gestapo in Berlin tätig, zunächst als Referent für Kirchenangelegenheiten. Zum 1. Mai 1937 trat er der NSDAP bei (Mitgliedsnummer 4.583.185). 1938 wurde er als promovierter Jurist Leiter des Gestaporeferats II B (Konfessionen, Juden, Freimaurer, Emigranten, Pazifisten). In dieser Funktion war er verantwortlich für die nach der „Reichspogromnacht“ erfolgten Massenverhaftungen deutscher Juden. Allein im Jahr 1938 wurde er dreimal befördert, zuletzt am 11. September 1938 zum SS-Sturmbannführer.
Zeitweilig leitete er die „Reichszentrale für jüdische Auswanderung“, die jüdische Emigranten vor deren Auswanderung ihres Vermögens beraubte. Von Januar bis August 1940 war Lischka Gestapochef im Kölner EL-DE-Haus.
Im November 1940 wurde er zum Befehlshaber der Sicherheitspolizei und des SD (BdS) in Paris versetzt, wo er als Leiter des Amtes II (Organisation, Verwaltung) und Stellvertreter des BdS Helmut Knochen für die Deportation von mindestens 73.000 Juden über das Durchgangslager Camp de Drancy nach Auschwitz mitverantwortlich war. Lischka baute die Gestapozentrale in Paris zu einem effektiven Terrorinstrument aus, das die Résistance durch Vergeltungsmaßnahmen und Erschießungen von insgesamt 29.000 Geiseln bekämpfte. Am 20. April 1942 erfolgte seine Beförderung zum SS-Obersturmbannführer. Vom 15. Januar bis 10. September übte Lischka zusätzlich in Personalunion das Amt des Kommandeurs der Sicherheitspolizei (KdS) und des SD von Paris aus.
Im September 1943 wurde Lischka aufgrund des Vorwurfs der Bestechlichkeit aus Paris nach Berlin zurückbeordert, sein Nachfolger als stellvertretender BdS wurde Hans Henschke. Das eingeleitete Strafverfahren endete allerdings am 27. Juni 1944 mit einem Freispruch.
Ab November 1943 war er im Referat IV D 1 des Reichssicherheitshauptamts für die Repressalien im „Protektorat Böhmen und Mähren“ zuständig. 1944 gehörte Lischka der „Sonderkommission 20. Juli 1944“ an.
Im April 1945 wurde Lischkas Dienststelle nach Schleswig-Holstein evakuiert und am 3. Mai 1945 aufgelöst.

### Nach dem Zweiten Weltkrieg
Nach dem Kriegsende blieb Lischka zunächst in St. Peter-Ording, wo er unter falschem Namen eine Arbeit als Landarbeiter aufnahm. Am 10. Dezember 1945 wurde er jedoch von den Briten festgenommen und war daraufhin in britischen und französischen Internierungslagern inhaftiert. Für seine Tätigkeit im Protektorat Böhmen und Mähren wurde er 1947 nach Prag ausgeliefert und dort inhaftiert. Im August 1950 wurde er in die Bundesrepublik Deutschland entlassen, ohne dass in der Tschechoslowakei ein Verfahren gegen ihn eingeleitet worden wäre. Am 18. September 1950 verurteilte ihn hingegen ein französisches Militärgericht in Frankreich in Abwesenheit zu lebenslanger Zwangsarbeit. In einem Spruchkammerverfahren der Staatsanwaltschaft Bielefeld kam es zu einem Freispruch.
Unbehelligt von der Justiz wurde Lischka daraufhin in Köln als Prokurist einer Getreidegroßhandlung tätig, mit deren Inhaberfamilie er schon vor dem Krieg befreundet war.
1971 wurde er von Beate Klarsfeld in Köln aufgespürt. Im März 1971 versuchten Serge und Beate Klarsfeld und drei Helfer, Lischka zu entführen und nach Frankreich zu schaffen. Die Klarsfelds wurden deshalb zu zwei Monaten Haft verurteilt. Lischka ging 1975 in Rente.

### Kölner Prozess
Lischka war (wie viele andere vor ihm) vor den Urteilen alliierter Militärgerichtsbarkeit in Abwesenheit geschützt, da der im Jahr 1955 geschlossene Überleitungsvertrag eine Verurteilung aufgrund des gleichen Tatbestands in Deutschland ausschloss; andererseits wurde er als Deutscher nicht ins Ausland ausgeliefert. Lischka stand jedoch aufgrund von Strafanzeigen auf der Harlan-Liste, einer Liste von über 100 im besetzten Frankreich ehemals tätigen Deutschen, die von der Ludwigsburger Zentralen Stelle geführt wurde. Erst 1975 ratifizierte der Bundestag ein Zusatzabkommen zum Überleitungsvertrag, das eine Anklage Lischkas und anderer ermöglichte. Die Kölner Staatsanwälte brauchten gut dreieinhalb Jahre für ihre Ermittlungen. Es ging um die Deportation und Ermordung von 40.000 französischen Juden.
Vor dem Landgericht Köln begann am 23. Oktober 1979 ein Prozess, in dem ihm und seinen Mitangeklagten erstmals persönliche Kenntnis vom Ziel und Zweck der französischen Judendeportation nachgewiesen werden konnte, der am 11. Februar 1980 mit Lischkas Verurteilung zu zehn Jahren Freiheitsstrafe endete, die er in der Justizvollzugsanstalt Bochum verbüßte. Seine Mitangeklagten Herbert M. Hagen und Ernst Heinrichsohn, Mitarbeiter im Judenreferat von Paris, wurden zu zwölf und sechs Jahren verurteilt. Lischka und Hagen verbüßten zwei Drittel ihrer Haftstrafe und wurden 1985 entlassen. Lischka lebte anschließend mit seiner Frau in einem Brühler Seniorenheim.

## Orden und Ehrenzeichen
- SS-Ehrenring
- Ehrendegen des Reichsführers SS

## Film
Hitlers Eliten nach 1945. Teil 4: Juristen – Freispruch in eigener Sache. Gerolf Karwath, Regie: Holger Hillesheim. Südwestrundfunk (SWR, 2002)